# Pentax K-50
Pentax K-50 — цифровой зеркальный фотоаппарат компании Pentax Ricoh Imaging, представленный 13 июня 2013 года и предназначенный для любителей. От моделей схожего уровня других производителей отличается погодозащищённым исполнением, пентапризменным видоискателем с полным охватом кадра, а также максимальной чувствительностью 51.200 ISO. Представляет собой незначительную модернизацию модели Pentax K-30, при этом заметно отличаясь от неё внешне: вместо необычного угловатого дизайна K-30 новый фотоаппарат обладает более традиционными очертаниями корпуса.
K-50 предлагается в 120 вариантах расцветки: 20 цветов корпуса можно сочетать с 6 цветами передней пластиковой накладки.
Вместе с фотоаппаратом представлены новые версии погодозащищённых объективов 18—55 мм и 50—200 мм с индексом DA-L; литера L означает облегчённое исполнение с пластиковым байонетным креплением и отсутствие быстрого переключения в ручной режим фокусировки.

## Отличия K-50 от K-30
Ключевые отличия K-50 от фотоаппарата K-30, представленного годом ранее:
- Изменённый дизайн корпуса, незначительно уменьшившиеся размеры.
- Возможность съёмки с чувствительностью 51.200 ISO (на ступень выше) при той же матрице.
- Поддержка технологии Eye-Fi.
- 120 вариантов расцветки (K-30 предлагается в 9 цветовых вариантах и двух вариантах полировки корпуса).

## Комплект поставки
Фотоаппарат будет продаваться как без объектива, так и с водозащищёнными объективами DA-L 18-55mm WR и DA 18-135mm WR. Возможны и другие варианты комплектации, в зависимости от страны. В комплект поставки также входят:
- Литий-ионный аккумулятор D-LI109
- Зарядное устройство D-BC109
- Шейный ремень O-ST132
- USB-кабель I-USB7
- Заглушка байонета (для версии без объектива) и башмака
- Компакт-диск [3]

## Pentax K-500
Упрощённая модификация Pentax K-500 представлена одновременно с K-50. Отличия от K-50 сводятся к следующему:
- Корпус без дополнительной защиты от непогоды, весит на 4 грамма меньше.
- Цвет корпуса — только чёрный.
- Отсутствие функции электронного нивелира.
- Отсутствие подсветки фокусировочных точек в видоискателе.
- Поставляемые в комплекте с фотоаппаратом объективы не имеют защиты от непогоды.
- Поставляется без аккумуляторной батареи D-LI109, но с адаптером для четырёх элементов AA (только для американского рынка). При питании от элементов AA максимальная скорость съёмки составляет не 6, а 5 кадров в секунду, однако время работы от одного комплекта значительно больше.
- Поставляется только в наборах — с двумя штатными объективами (DA-L 18-55/3,5-5,6 и DA-L 50-200/4,0-5,6) или с одним (DA-L 18-55/3,5-5,6); вариант без объективов не продаётся.

Стоимость K-500 в США после анонса составляла 600 долларов за версию с объективом 18-55 мм.

## Награды
- «Лучший любительский зеркальный фотоаппарат» 2013 года по версии сайта Neocamera (K-50)[8].